# Hôtel-Dieu (Champagne-sur-Oise)

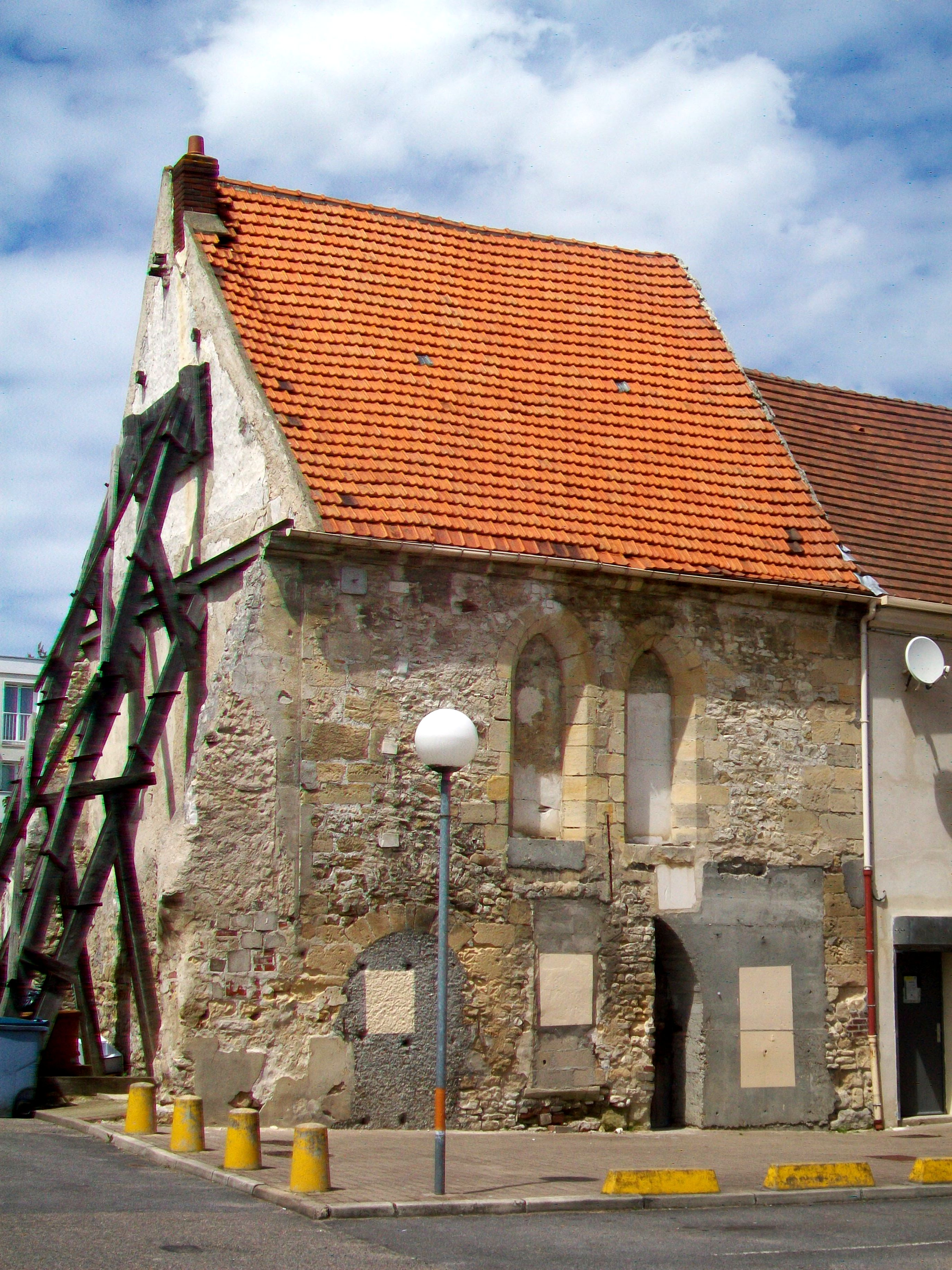
Hôtel-Dieu in Champagne-sur-Oise

Das Hôtel-Dieu in Champagne-sur-Oise, einer Gemeinde im Département Val-d’Oise in der französischen Region Île-de-France, wurde ab dem 13. Jahrhundert errichtet. Seit 1986 steht das Hôtel-Dieu an der Rue des Martyrs Nr. 26 als Monument historique auf der Liste der Kulturdenkmäler in Frankreich.
In den Vorgängerbauten befand sich ein Gefängnis, das nach Beaumont-sur-Oise verlegt wurde. Die Nonnen der Abtei Saint-Antoine-des-Champs in Paris erhielten 1270 die Gebäude, worin sie ein Krankenhaus einrichteten. Bis zum 15. Jahrhundert wurden die Gebäude umgebaut, der Krankensaal wurde in der ehemaligen Kapelle eingerichtet.